# Episcopal Diocese of Vermont

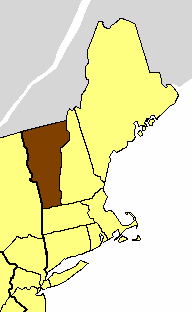
Grenzen der Diocese of Vermont

Die Episcopal Diocese of Vermont ist ein Bistum der Episcopal Church in the USA für den Bundesstaat Vermont. Bischofssitz ist Burlington. Sie war die erste Diözese der Episcopal Church, die eine Frau, Mary Adelia McLeod, als amtierende Bischöfin wählte. 